# Relacionamento aberto

Triângulo símbolo do poliamor

Relacionamento aberto é a relação romântica em que os parceiros envolvidos concordam com uma forma de não-monogamia, de modo que relações românticas ou sexuais com terceiros possam não ser consideradas traição ou infidelidade. Isso significa que eles concordam que uma relação íntima, sexual ou romântica com terceiros é aceito, permitido ou tolerado.
O conceito tem sido reconhecido desde a década de 1970.
É defendido por seus adeptos como uma alternativa ao modelo monogâmico tradicional, alternativa preocupada com os efeitos do tolhimento do desejo no indivíduo e no casal. Ainda segundo seus defensores, o uso do termo para referir-se ao ficar é inapropriado por este último ter por essência a ausência de compromissos, o que não acontece nos casamentos abertos e namoros abertos.
Sartre e Simone de Beauvoir são a mais conhecida referência neste tema. Com seu relacionamento iniciado nos idos dos anos 20 (mais precisamente em 1929), início marcado por conhecida frase de Sartre: "entre nós, trata-se de um amor necessário: convém que conheçamos também amores contingentes" (inspirada na concepção filosófica de verdade necessária e verdade contingente), tornou-se qüinquagintária, findando apenas com a morte de Sartre, em 1980.

## Tipos de relacionamentos abertos
Existem vários estilos diferentes de relacionamentos abertos. Estes incluem:
- Relações com múltiplos parceiros, quando um relacionamento sexual não ocorre entre todas as partes envolvidas.[1]
- Relacionamentos híbridos, quando um parceiro não é monogâmico e o outro é.[1]
- Swinging.

Em grande medida , os relacionamentos abertos são uma generalização do conceito de um relacionamento para além das relações monogâmicas. Uma forma de relacionamento aberto é o casamento aberto, em que os participantes de um casamento têm uma relação aberta.
Relacionamentos abertos podem ser classificados em grupos abertos e grupos fechados. Em grupos abertos, múltiplos parceiros podem mudar a qualquer momento e tendem a conter três tipos de participantes: membros do núcleo, membros associados e filiados. Membros do núcleo são os participantes que são sexualmente íntimos com vários outros; os membros associados são aqueles que estão envolvidos sexualmente com pelo menos dois membros do grupo; e membros filiados, são aquelas pessoas que acreditam em uma filosofia semelhante, aceita pelos outros e são vistos como membros do grupo, mesmo que eles só estejam envolvidos com seu companheiro, o membro do núcleo. Em um grupo fechado, todos os participantes são membros do núcleo.
O termo  relação aberta é por vezes usado de forma intercambiável com o termo intimamente relacionado poliamor, mas os dois conceitos são diferentes.